# Csanádi püspökök listája
Ez a szócikk a Csanádi egyházmegye püspökeinek listáját tartalmazza időrendben.

## A Csanádi Egyházmegye püspökei
| Név                                | Hivatali idő | Megjegyzések                               |
| ---------------------------------- | ------------ | ------------------------------------------ |
| Szent Gellért                      | 1030–1046    |                                            |
| Mór                                | 1046–1053    |                                            |
| két ismeretlen bencés-rendi püspök | 1053–1083    |                                            |
| Lőrinc                             | 1083–1113    |                                            |
| Beszteréd                          | 1138 körül   |                                            |
| Pál                                | 1142 körül   |                                            |
| János                              | 1148–1156    | Nevét újabb összeállításokban nem említik. |
| István                             | 1156–1169    |                                            |
| Óvári Saul                         | 1188–1192    |                                            |
| Krispin                            | 1192–1193    |                                            |
| János                              | 1198–1201    |                                            |
| Dezső                              | 1202–1228    |                                            |
| Bölcs Bulcsú                       | 1229–1242    |                                            |
| Balázs                             | 1243–1257    |                                            |
| Bereck                             | 1259–1275    |                                            |
| Gergely                            | 1275–1291    |                                            |
| Antal                              | 1298–1307    |                                            |
| Benedek                            | 1307–1332    |                                            |
| Piacenzai Jakab                    | 1332–1343    |                                            |
| Büki István                        | 1343–1344    |                                            |
| Galhard de Carceribus              | 1344         |                                            |
| Kapronczai Gergely                 | 1345–1350    |                                            |
| Tegledi Tamás                      | 1350–1358    |                                            |
| Lendvai/Fugyi Gergely              | 1359–1360    |                                            |
| Bebek Domokos                      | 1360–1373    |                                            |
| Péterfia Pál                       | 1373–1375    |                                            |
| Tamás                              | 1379–1380    |                                            |
| Czudar János                       | 1380–1386    |                                            |
| János                              | 1386–1395    |                                            |
| Órévi Lukács                       | 1395–1397    |                                            |
| Szeri Pósafi Gergely               | 1397–1402    |                                            |
| Marczali Dózsa Miklós              | 1403–1423    |                                            |
| Marczalli László                   | 1423–1443    |                                            |
| Kerolti Albert                     | 1434–1438    | Káptalani helynök                          |
| Remetei Himfi Péter                | 1438–1457    |                                            |
| Hangácsi Albert                    | 1457–1466    |                                            |
| Szokoli János                      | 1466–1493    |                                            |
| Szegedi Barátin Lukács             | 1493–1500    |                                            |
| Körösszegi Csáky Miklós            | 1500–1514    |                                            |
| Csaholy Ferenc                     | 1514–1526    |                                            |
| Musinai Gerván János               | 1526–1529    |                                            |
| Bonzagnó János                     | 1529–1537    |                                            |
| Barlabássy János                   | 1537–1552    |                                            |
| Medgyessy Székely Tamás            | 1553–1554    |                                            |
| Bódy György                        | 1556–1558    |                                            |
| Kaproncai Paulinus Péter           | 1559–1561    |                                            |
| Kolozsváry János                   | 1561–1562    |                                            |
| Dudith András                      | 1563         |                                            |
| Bornemissza Gergely                | 1563–1572    |                                            |
| Persei Melegh Boldizsár            | 1572–1582    |                                            |
| Mathisy István                     | 1582–1587    |                                            |
| Szegedy Pál                        | 1587–1597    |                                            |
| Verancsics Faustus                 | 1598–1608    |                                            |
| Herovich Mátyás                    | 1608–1623    |                                            |
| Lósy Imre                          | 1623–1625    |                                            |
| Dubovszky György                   | 1625–1637    |                                            |
| Szederkényi Püsky János            | 1637–1643    |                                            |
| Pohronci Szelepcsényi György       | 1643         |                                            |
| Széchényi György                   | 1643–1644    |                                            |
| Szenttamási Zongor Zsigmond        | 1644–1648    |                                            |
| Alsólelóczy Tarnóczy Mátyás        | 1648–1650    |                                            |
| Rohonczy István                    | 1651–1652    |                                            |
| Erdődy Pálffy Tamás                | 1653–1657    |                                            |
| Makripodári Jácint Ferenc          | 1658–1672    |                                            |
| Erdődy Pálffy Ferdinánd            | 1672–1678    |                                            |
| Kéry János                         | 1678–1681    |                                            |
| Galánthai Balogh Miklós            | 1681–1685    |                                            |
| Fenessy György                     | 1685–1686    |                                            |
| Lipótfalvy Dvornikovich Mihály     | 1686–1689    |                                            |
| Telekessy István                   | 1689–1699    |                                            |
| Fany Ferenc                        | 1699         |                                            |
| Dolny István                       | 1699–1707    |                                            |
| Ordódy Zsigmond                    | 1708         |                                            |
| Lapsánszky Ferenc                  | 1710         |                                            |
| Nádasdy László                     | 1710–1729    |                                            |
| Falkenstein Béla                   | 1730–1739    |                                            |
| Stanislavich Miklós                | 1739–1750    |                                            |
| Engl Antal                         | 1750–1777    |                                            |
| Kristovich Imre                    | 1777–1798    |                                            |
| Kőszeghy László                    | 1800–1828    |                                            |
| Török Antal                        | 1829–1832    |                                            |
| Lonovics József                    | 1834–1848    |                                            |
| Horváth Mihály                     | 1848–1849    | Nem szentelték föl                         |
| Csajághy Sándor                    | 1851–1860    |                                            |
| Bonnaz Sándor                      | 1860–1889    |                                            |
| Dessewffy Sándor                   | 1890–1907    |                                            |
| Csernoch János                     | 1908–1911    |                                            |
| Glattfelder Gyula                  | 1911–1943    |                                            |

## A Szeged-Csanádi Egyházmegye püspökei
A trianoni békeszerződés által létrehozott új határok  feldarabolták az egyházmegye területét. Glattfelder Gyulának a román hatóságok parancsára 1923-ban el kellett hagynia Temesvárt, az ősi püspöki székhelyt. A Szentszék Szegedet jelölte ki az egyházmegye új központjának, amelynek új neve 1982. augusztus 5-től: Szeged-Csanádi Egyházmegye.
| Név              | Hivatali idő | Megjegyzések                        |
| ---------------- | ------------ | ----------------------------------- |
| Raskó Sándor     | 1943–1944    | Apostoli kormányzó                  |
| Hamvas Endre     | 1944–1964    |                                     |
| Ijjas József     | 1964–1969    | Apostoli kormányzó, címzetes püspök |
| Udvardy József   | 1969–1987    |                                     |
| Gyulay Endre     | 1987–2006    |                                     |
| Kiss-Rigó László | 2006–        |                                     |